# Davide Cinaglia
Davide Cinaglia (Roma, 10 aprile 1995) è un calciatore italiano, difensore svincolato.

## Caratteristiche tecniche
È un difensore molto fisico, abile nell’impostazione dal basso e nel gioco aereo.

## Carriera

### Club
Cresciuto nei settori giovanili di Roma e Torino, il 2 agosto 2013 viene ceduto in compartecipazione alla Feralpisalò. Dopo essere stato riscattato dal club granata, il 1º settembre 2014 passa a titolo definitivo all'Ascoli Picchio. Il 9 gennaio 2018 viene acquistato dalla Cremonese. Il 24 agosto, dopo soli sei mesi trascorsi in grigiorosso, si trasferisce al Novara.
Il 2 settembre 2019 il difensore viene ceduto a titolo definitivo al Gubbio dove firma un contratto fino al 30 giugno 2021.
Il 21 luglio 2021 firma con la Juve Stabia.

### Nazionale
Ha giocato nella nazionale italiana Under-19.

## Statistiche

### Presenze e reti nei club
Statistiche aggiornate al 19 maggio 2024.
| Stagione              | Squadra               | Campionato            | Campionato | Campionato | Coppe nazionali | Coppe nazionali | Coppe nazionali | Coppe continentali | Coppe continentali | Coppe continentali | Altre coppe | Altre coppe | Altre coppe | Totale | Totale |
| Stagione              | Squadra               | Comp                  | Pres       | Reti       | Comp            | Pres            | Reti            | Comp               | Pres               | Reti               | Comp        | Pres        | Reti        | Pres   | Reti   |
| --------------------- | --------------------- | --------------------- | ---------- | ---------- | --------------- | --------------- | --------------- | ------------------ | ------------------ | ------------------ | ----------- | ----------- | ----------- | ------ | ------ |
| 2013-2014             | Feralpisalò           | 1D                    | 19         | 0          | CI+CI-LP        | 0+1             | 0               | -                  | -                  | -                  | -           | -           | -           | 20     | 0      |
| 2014-2015             | Ascoli                | LP                    | 18         | 0          | CI+CI-LP        | 0+2             | 0               | -                  | -                  | -                  | -           | -           | -           | 20     | 0      |
| 2015-2016             | Ascoli                | B                     | 25         | 1          | CI              | 1               | 0               | -                  | -                  | -                  | -           | -           | -           | 26     | 1      |
| 2016-2017             | Ascoli                | B                     | 9          | 0          | CI              | 0               | 0               | -                  | -                  | -                  | -           | -           | -           | 9      | 0      |
| 2017-gen. 2018        | Ascoli                | B                     | 14         | 0          | CI              | 2               | 0               | -                  | -                  | -                  | -           | -           | -           | 16     | 0      |
| Totale Ascoli Picchio | Totale Ascoli Picchio | Totale Ascoli Picchio | 66         | 1          |                 | 5               | 0               |                    | -                  | -                  |             | -           | -           | 71     | 1      |
| gen.-giu. 2018        | Cremonese             | B                     | 15         | 0          | CI              | -               | -               | -                  | -                  | -                  | -           | -           | -           | 15     | 0      |
| 2018-2019             | Novara                | C                     | 29+2       | 1          | CI+CI-C         | 1+1             | 0               | -                  | -                  | -                  | -           | -           | -           | 33     | 1      |
| 2019-2020             | Gubbio                | C                     | 21         | 0          | CI+CI-C         | 0+0             | 0               | -                  | -                  | -                  | -           | -           | -           | 21     | 0      |
| 2020-2021             | Gubbio                | C                     | 14         | 0          | CI              | 0               | 0               | -                  | -                  | -                  | -           | -           | -           | 14     | 0      |
| Totale Gubbio         | Totale Gubbio         | Totale Gubbio         | 35         | 0          |                 | 0               | 0               |                    | -                  | -                  |             | -           | -           | 35     | 0      |
| 2021-2022             | Juve Stabia           | C                     | 10         | 0          | CI              | 0               | 0               | -                  | -                  | -                  | -           | -           | -           | 10     | 0      |
| 2022-2023             | Juve Stabia           | C                     | 24         | 0          | CI              | 1               | 0               | -                  | -                  | -                  | -           | -           | -           | 25     | 0      |
| Totale Juve Stabia    | Totale Juve Stabia    | Totale Juve Stabia    | 34         | 0          |                 | 1               | 0               |                    | -                  | -                  |             | -           | -           | 35     | 0      |
| 2023-2024             | Monterosi Tuscia      | C                     | 10+1       | 0          | CI-C            | 0               | 0               | -                  | -                  | -                  | -           | -           | -           | 11     | 0      |
| Totale carriera       | Totale carriera       | Totale carriera       | 208+3      | 2          |                 | 9               | 0               |                    | -                  | -                  |             | -           | -           | 220    | 2      |